# Католические монархи
Католи́ческий коро́ль и католи́ческая короле́ва — титулы, присваиваемые папой римским как главой Римско-католической церкви монархам, которые в глазах Папского престола хранят католические принципы в личной жизни и в государственной политике. Титул передаётся преемникам тех монархов, которые его получили, если не существует особого папского распоряжения о снятии титула. В настоящее время среди европейских монархов этим титулом обладают короли Бельгии и Испании, а также великие герцоги Люксембурга. Католические по вере князья Лихтенштейна и Монако не обладают этим титулом.
Одним из прав, которыми обладает католическая королева, является право надевать на аудиенцию к папе римскому одежду белого цвета вместо полагающегося остальным чёрного (так называемая привилегия белого).
Самым известным примером использования этого титула являются так называемые католические короли Испании Фердинанд II Арагонский и Изабелла I Кастильская, получившие эти титулы в 1496 году от папы Александра VI (Родриго Борджиа), который был родом из Испании. С тех пор титул католические короли (исп. Los Reyes Católicos) официально употреблялся при обращении к испанским монархам. После восстановления монархии в Испании в 1975 году этот титул сохранён среди титулов короля Хуана-Карлоса, однако официально не используется.